# SSC Bari
SSC Bari is een Italiaanse voetbalclub uit Bari, opricht in 1908 en uitkomend in de Serie B. De Zuid-Italiaanse club speelt zijn thuiswedstrijden in het Stadio San Nicola. Sinds de jaren '70 volgden er vele promoties en degradaties tussen de Serie A en Serie B. Bari won reeds 3 keer de Serie B en 1 maal de Mitropacup, de voorloper van het Europacuptoernooi.

## Algemeen

### Vroege geschiedenis
In 1908 werd Foot-Ball Club Bari opgericht. Zoals bij meerdere Italiaanse clubs die in de beginperiode van het voetbal opgericht werden, lagen ook hier buitenlanders aan de basis. Geen Engelsmannen deze keer, maar Duitsers en Zwitsers. De competitie was in deze periode enkel toegankelijk voor clubs uit het noorden van Italië, maar ook toen de competitie wel toegankelijk werd voor Zuid-Italië in 1912 speelde FBC nog op regionaal niveau. Tijdens de Eerste Wereldoorlog werden de activiteiten gestaakt.
Inmiddels waren er ook concurrerende voetbalteams. FBC Liberty, dat reeds in 1909 werd opgericht, speelde in blauw-witte shirt. US Ideale speelde in groen-zwarte shirt. Het was Liberty dat in 1921/22 voor het eerst deelnam aan het kampioenschap. In een groep van 4, met drie clubs uit Taranto, werd Liberty derde. Het volgende seizoen was ook Ideale van de partij en de club stootte door naar de volgende ronde, waar het tweede werd achter Lazio Roma. In 1924/25 speelde FBC Bari dan voor het eerst in de Prima Categoria. FBC werd laatste, terwijl Liberty doorstootte naar de volgende ronde.
In 1927 fuseerde FBC Bari met FBC Liberty, de naam FBC Bari werd behouden. Het hele Italiaanse voetbalsysteem werd in deze periode veranderd en meer georganiseerd. De bond wilde ook dat er minder clubs per stad waren, zo fusioneerden ook een aantal clubs in Rome, Napels en Firenze. Op 27 februari 1928 fusioneerde de club dan met Ideale Bari. De nieuwe clubnaam werd US Bari. In de competitie werd de club dertiende. Na de reorganisatie van het voetbal door de oprichting van de Serie A en Serie B belandde de club in de Serie B. Na twee seizoenen promoveerde de club naar de Serie A.
US Bari speelde een groot deel van de jaren 30 en 40 in de hoogste voetbaldivisie. In 1945 nam de club de naam AS Bari aan.

### AS Bari
In de jaren '50 ging het slechter met de club maar naar het einde promoveerde de club weer in 1958, de club kon tot 1961 standhouden. De club keerde nog terug in 1963/64 en 1969/70. Dat laatste seizoen scoorde de club slechts 11 keer, een record voor de hoogste klasse. In 1974 degradeerde de club naar de Serie C.
Eind jaren '70 keerde de club terug en ging op en af tussen Serie A en Serie B. In 1989 keerde de club terug naar de hoogste klasse en eindigde 10e in 1990. Daarna verhuisde de club naar het San Nicola stadion dat plaats bood aan 58 270 toeschouwers en was speciaal gebouwd voor het WK 1990. De club haalde de Engelse sterspeler David Platt, die België had genekt op het WK, maar dat kon een degradatie in 1992 niet voorkomen. Verder verbleef de club nog van 1994 tot 1996 en 1997 tot 2001 in de hoogste klasse.
Na enkele seizoenen te hebben gefungeerd als laagvlieger in de Serie B werd in de zomer van 2008 oud-international Antonio Conte aangenomen. Met de nieuwe trainer werd als doelstelling gesteld de mensen uit Bari weer terug naar het stadion te krijgen. Deze doelstelling werd ruimschoots overtroffen naarmate de competitie vorderde en aan het einde van het seizoen 2008/09 won AS Bari het kampioenschap, met vier punten voorsprong op achtervolger FC Parma. Daarmee keerde de club na een afwezigheid van acht jaar terug op het hoogste niveau.
In maart 2014 vroeg AS Bari uitstel van betaling aan en in mei van dat jaar werd een doorstart gemaakt als FC Bari 1908. Medio 2018 kreeg de club vanwege financiële problemen geen licentie meer voor de Serie B en de club maakte een doorstart in de Serie D. Bari promoveerde meteen naar de Serie C en veranderde op 12 juli 2019 haar naam in SSC Bari.

## Erelijst
| Internationaal |    |            |
| Mitropacup     | 1x | 1990       |
| Nationaal      |    |            |
| Serie B        | 2x | 1942, 2009 |

## Eindklasseringen (grafisch)
- 1946 2e
Serie A
- 1947 7e
Serie A
- 1948 11e
Serie A
- 1949 18e
Serie A
- 1950 19e
Serie A
- 1951 18e
Serie B
- 1952 6e
Serie C
- 1953 6e
n4
- 1954 1e
n4
- 1955 1e
Serie C
- 1956 10e
Serie B
- 1957 11e
Serie B
- 1958 2e
Serie B
- 1959 11e
Serie A
- 1960 13e
Serie A
- 1961 16e
Serie A
- 1962 12e
Serie B
- 1963 2e
Serie B
- 1964 18e
Serie A
- 1965 18e
Serie B
- 1966 4e
Serie C
- 1967 1e
Serie C
- 1968 4e
Serie B
- 1969 3e
Serie B
- 1970 16e
Serie A
- 1971 4e
Serie B
- 1972 11e
Serie B
- 1973 12e
Serie B
- 1974 19e
Serie B
- 1975 2e
Serie C
- 1976 3e
Serie C
- 1977 1e
Serie C
- 1978 13e
Serie B
- 1979 16e
Serie B
- 1980 12e
Serie B
- 1981 8e
Serie B
- 1982 4e
Serie B
- 1983 20e
Serie B
- 1984 1e
Serie C1
- 1985 3e
Serie B
- 1986 15e
Serie A
- 1987 9e
Serie B
- 1988 7e
Serie B
- 1989 2e
Serie B
- 1990 10e
Serie A
- 1991 13e
Serie A
- 1992 15e
Serie A
- 1993 10e
Serie B
- 1994 2e
Serie B
- 1995 12e
Serie A
- 1996 15e
Serie A
- 1997 4e
Serie B
- 1998 11e
Serie A
- 1999 10e
Serie A
- 2000 14e
Serie A
- 2001 18e
Serie A
- 2002 7e
Serie B
- 2003 11e
Serie B
- 2004 21e
Serie B
- 2005 11e
Serie B
- 2006 13e
Serie B
- 2007 14e
Serie B
- 2008 11e
Serie B
- 2009 1e
Serie B
- 2010 10e
Serie A
- 2011 20e
Serie A
- 2012 13e
Serie B
- 2013 10e
Serie B
- 2014 7e
Serie B
- 2015 10e
Serie B
- 2016 5e
Serie B
- 2017 12e
Serie B
- 2018 7e
Serie B
- 2019 1e
Serie D
- 2020 2e
Serie C
- 2021 4e
Serie C
- 2022 1e
Serie C
- 2023 3e
Serie B
- 2024 17e
Serie B
- 2025 9e
Serie B

- Serie A
- Serie B
- Serie C
- Prima Divisione
- Serie D
- n4

## Eindklasseringen
| Seizoen | Competitie       | Niveau | Eindstand | Coppa Italia | Opmerking                                                                      |
| ------- | ---------------- | ------ | --------- | ------------ | ------------------------------------------------------------------------------ |
| 2000/01 | Serie A          | I      | 18        | 2e ronde     |                                                                                |
| 2001/02 | Serie B          | II     | 7         | 4e groep 1   |                                                                                |
| 2002/03 | Serie B          | II     | 11        | kwartfinale  |                                                                                |
| 2003/04 | Serie B          | II     | 21        | 2e groep 6   | verliezer play-out > AC Venezia: 1-0/0-2. Alsnog geplaatst                     |
| 2004/05 | Serie B          | II     | 11        | 3e groep 8   |                                                                                |
| 2005/06 | Serie B          | II     | 13        | 8e finale    |                                                                                |
| 2006/07 | Serie B          | II     | 14        | 1e ronde     |                                                                                |
| 2007/08 | Serie B          | II     | 11        | 3e ronde     |                                                                                |
| 2008/09 | Serie B          | II     | 1         | 3e ronde     |                                                                                |
| 2009/10 | Serie A          | I      | 10        | 3e ronde     |                                                                                |
| 2010/11 | Serie A          | I      | 20        | 8e finale    |                                                                                |
| 2011/12 | Serie B          | II     | 13        | 4e ronde     |                                                                                |
| 2012/13 | Serie B          | II     | 10        | 2e ronde     |                                                                                |
| 2013/14 | Serie B          | II     | 7         | 3e ronde     | halve finale promotieserie > Latina Calcio: 2-2/2-2                            |
| 2014/15 | Serie B          | II     | 10        | 3e ronde     |                                                                                |
| 2015/16 | Serie B          | II     | 5         | 2e ronde     | 1e ronde promotieserie > Novara Calcio: 3-3 (3-4 n.s.)                         |
| 2016/17 | Serie B          | II     | 12        | 3e ronde     |                                                                                |
| 2017/18 | Serie B          | II     | 7         | 4e ronde     | Geen proflicentie meer vanwege financiële problemen                            |
| 2018/19 | Serie D Girone I | IV     | 1         | --           |                                                                                |
| 2019/20 | Serie C Girone C | III    | 2         | --           | finale promotieserie > Reggio Audace FC: 0-1; Ligatopscorer Mirco Antonucci:21 |
| 2020/21 | Serie C Girone C | III    | 4         | 2e ronde     | 3e ronde promotieserie                                                         |
| 2021/22 | Serie C Girone C | III    | 1         | 1e ronde     |                                                                                |
| 2022/23 | Serie B          | II     | 3         | 2e ronde     | finale promotieserie > Cagliari Calcio: 1-1 (U) / 0-1 (T)                      |
| 2023/24 | Serie B          | II     | 17        | 1e ronde     | play-out > Ternana Calcio: 1-1 (T) / 3-0 (U)                                   |
| 2024/25 | Serie B          | II     | 9         | 1e ronde     |                                                                                |
| 2025/26 | Serie B          | II     | .         | 1e ronde     |                                                                                |

## AS Bari in Europa
Groep = groepsfase, F = Finale, T/U = Thuis/Uit, W = Wedstrijd .
Uitslagen vanuit gezichtspunt AS Bari
| Seizoen | Competitie | Ronde        | Land                 | Club            | Totaalscore | 1e W    |
| ------- | ---------- | ------------ | -------------------- | --------------- | ----------- | ------- |
| 1990    | Mitropacup | Groep A      | Vlag van Joegoslavië | Radnički Niš    | 3-0         | 3-0 (T) |
|         |            | Groep A (1e) | Vlag van Hongarije   | Pécsi Munkás SC | 3-0         | 3-0 (T) |
|         |            | F            | Vlag van Italië      | Genoa CFC       | 1-0         | 1-0 (T) |

## Bestuurders
Een overzicht van alle voorzitters van AS Bari sinds 1929 tot het heden.
| - 1929-1931 - Alfredo Atti - 1931-1932 - Liborio Mincuzzi - 1932-1933 - Sebastiano Roca - 1933-1934 - Raffaele Tramonte - 1934-1935 - Giovanni Tomasicchio - 1935-1936 - Giovanni Di Cagno Abbrescia - 1936-1937 - Vincenzo Signorile - 1937-1938 - Giuseppe Abbruzzese - 1938-1939 - Giambattista Patarino - 1939-1940 - Angelo Albanese - 1940-1941 - Pasquale Ranieri - 1941-1942 - Giuseppe Santoro - 1941-1944 - Antonio De Palma |  | - 1942-1943 - Andrea Somma - 1944-1950 - Tommaso Annoscia - 1950-1951 - Rocco Scafi - 1951-1952 - Florenzo Brattelli - 1952-1953 - Francesco Saverio Lonero - 1953-1956 - Achille Tarsia Incuria - 1956-1959 - Gianfranco Brunetti - 1959-1961 - Vincenzo La Gioia - 1961-1963 - Angelo Marino - 1961-1977 - Angelo De Palo - 1977-1983 - Antonio Matarrese - 1983-2011 - Vincenzo Matarrese - 2011-2012 - Claudio Garzelli - 2012-2014 - Francesco Vinella - 2014-2016 - Gianluca Paparesta - 2016-2018 - Cosmo Antonio Giancaspro - 2018-.... - Luigi De Laurentiis |

## Bekende (oud-)spelers

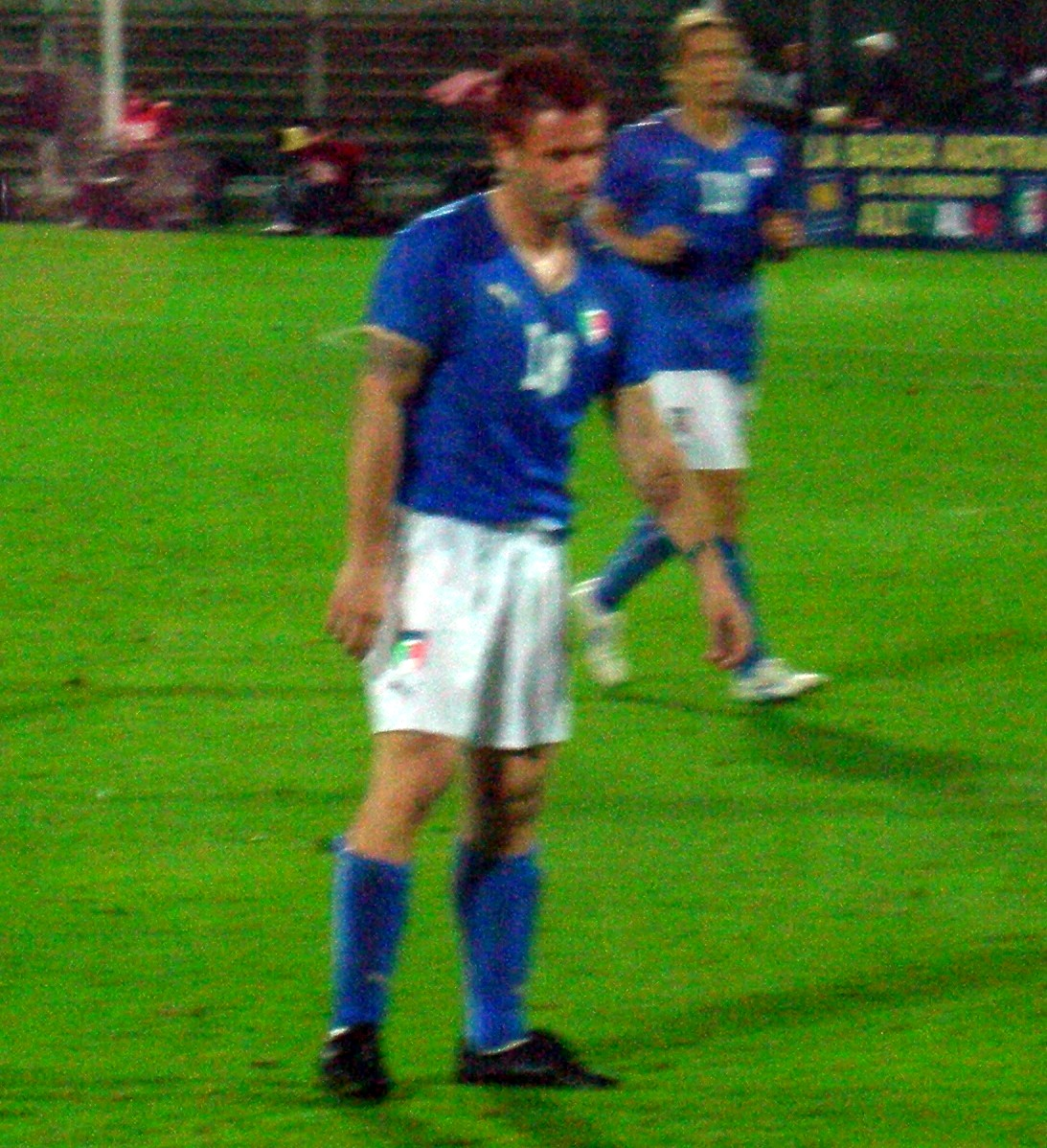
Antonio Cassano, product van de eigen jeugdopleiding.

| Italianen - Luca Antonelli - Lorenzo Amoruso - Antonio Cassano - Simone Perrotta - Luigi Sala - Marco Di Vaio - Sergio Volpi - Gianluca Zambrotta - Leonardo Bonucci - Andrea Ranocchia - Massimo Donati - Sebastiano Esposito Belgen - Jean-François Gillet - Tony Sergeant - Luis Pedro Cavanda Brazilianen - Paulo Vitor Barreto - João Paulo - Gérson |  | Duitsers - Thomas Doll Engelsen - Gordon Cowans - David Platt - Paul Rideout Kroaten - Zvonimir Boban - Tomislav Gomelt - Robert Jarni - Mijat Marić - Ivan Rajčić Portugezen - Abel Xavier Algerijnen - Abdelkader Ghezzal Zweden - Marcus Allbäck - Daniel Andersson - Kennet Andersson - Klas Ingesson - Yksel Osmanovski |  | Overig - Frank Farina - Phil Masinga - Florin Raducioiu - Hany Saïd - Kamil Kopúnek - Gergely Rudolf - Jaime Valdés - Edgar Álvarez - Tallo Gadji |